# Villa Maas

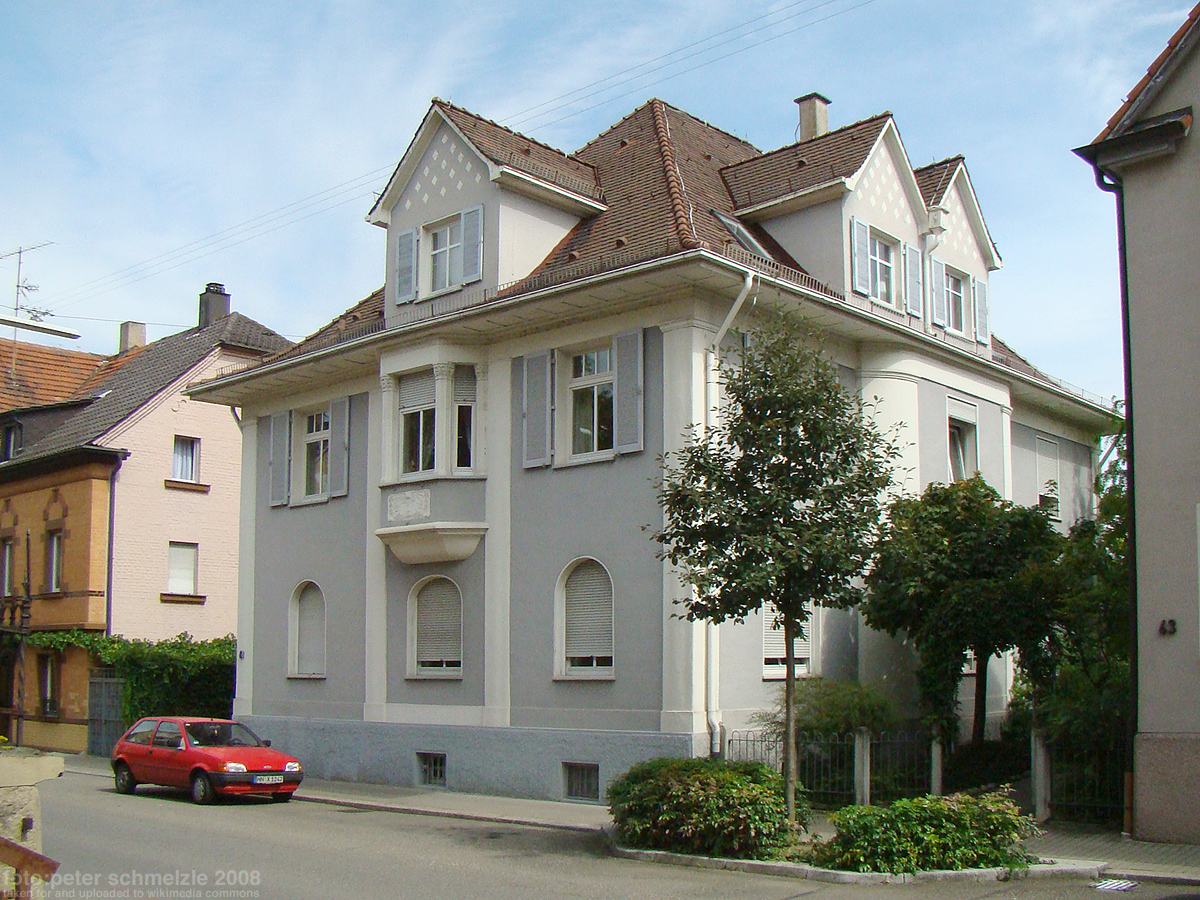
Villa Maas

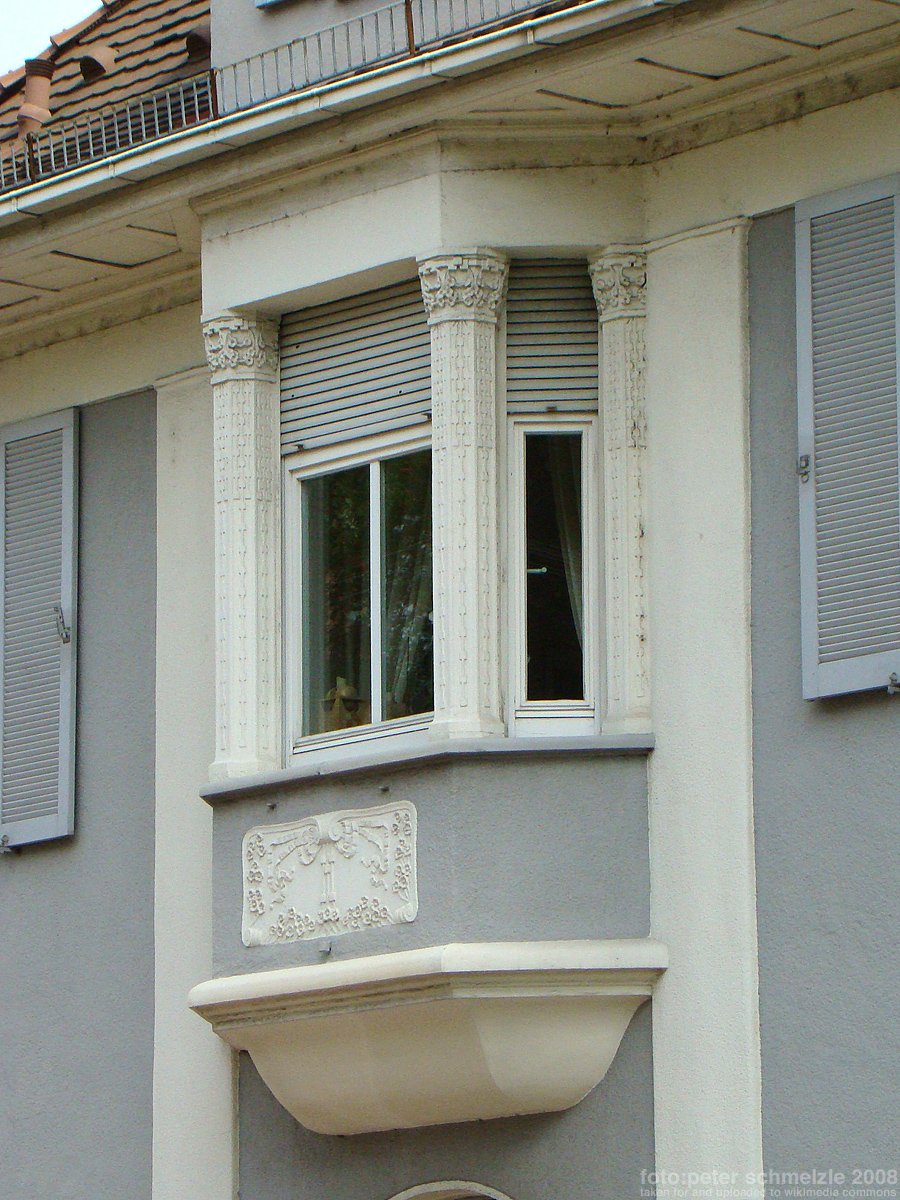
Erker

Die Villa Maas mit Arztpraxis ist eine der wenigen erhaltenen Villen im Heilbronner Stadtteil Böckingen. Das Gebäude wurde im Jahre 1910 nach Plänen des Architekten Heinrich Maas für Karl Maas, einen Verwandten des Architekten, errichtet. Es befindet sich an der Ludwigsburger Straße 61. Das denkmalgeschützte Gebäude gilt als Kulturdenkmal.

## Beschreibung
Die zweigeschossige Villa an der Ludwigsburger Straße 61 wurde für Karl Maas, einen Arzt, errichtet, wobei die Praxis des Arztes im Erdgeschoss der Villa eingerichtet wurde. Die Praxis ist nach außen durch Rundbogenfenster mit einer Rahmung im Stil des Barock gekennzeichnet. Im Obergeschoss sind Wohnräume. Zur Straße hin weist das Obergeschoss einen polygonalen Erker mit floraler Bauplastik auf. Pilaster an den Gebäudeecken und Lisenen verbinden die beiden Stockwerke miteinander.

## Geschichte
1950 war das Gebäude im Besitz der Witwe Ida Herrmann. Im Erdgeschoss hatte der Arzt Erich Lutz seine Praxis, im Obergeschoss war noch eine Wohnung vermietet. 1961 hatte der Lebensmittelgroßhändler Werner Wiese die Villa erworben und nutzte die ehemalige Arztpraxis im Erdgeschoss als Büro.